# Katastralgemeinde Guttaringberg
Die Katastralgemeinde Guttaringberg ist eine von sieben Katastralgemeinden der Gemeinde Guttaring im Bezirk Sankt Veit an der Glan in Kärnten. Sie hat eine Fläche von 1.627,08 ha (Stand 31. Dezember 2023).
Die Katastralgemeinde gehört zum Sprengel des Vermessungsamtes Klagenfurt.

## Lage
Die Katastralgemeinde liegt mitten im Bezirk Sankt Veit an der Glan, im Guttaringer Bergland, im Westen der Gemeinde Guttaring. Sie grenzt im Norden und Osten an die Katastralgemeinde Verlosnitz, im Südosten an die Katastralgemeinde Guttaring, im Süden an die Katastralgemeinde Hollersberg, im Südwesten an die zur Gemeinde Althofen gehörenden Katastralgemeinden Althofen und Töscheldorf, im Westen an die Katastralgemeinde Lorenzenberg der Gemeinde Micheldorf und im Nordwesten an die zur Gemeinde Friesach gehörende Katastralgemeinde Zeltschach. Die Katastralgemeinde erstreckt sich über eine Höhenlage von 634 m ü. A. am Südwestrand der Katastralgemeinde bis zu 1347 m ü. A. am Gasserriegel im Norden der Katastralgemeinde.

## Ortschaften
Auf dem Gebiet der Katastralgemeinde Guttaringberg liegen die Ortschaften Guttaringberg, Sonnberg und Weindorf, ein Teil des Guttaringer Anteils am Ort Dobritsch, ein kleiner Teil des Gemeindehauptorts Guttaring und ein zur Ortschaft Urtlgraben zählender Hof.

## Vermessungsamt-Sprengel
Die Katastralgemeinde gehört seit 1. Jänner 1998 zum Sprengel des Vermessungsamtes Klagenfurt. Davor war sie Teil des Sprengels des Vermessungsamtes St. Veit an der Glan.

## Geschichte
Ende des 18. Jahrhunderts wurden die Kärntner Steuergemeinden (später: Katastralgemeinden) gebildet und Steuerbezirken zugeordnet. Die Steuergemeinde Guttaringberg wurde Teil des Steuerbezirks Althofen (Herrschaft und Landgericht).
Im Zuge der Reformen nach der Revolution 1848/49 wurden in Kärnten die Steuerbezirke aufgelöst und Ortsgemeinden gebildet, die jeweils das Gebiet einer oder mehrerer Steuergemeinden umfassten. Die Steuer- bzw. Katastralgemeinde Guttaringberg wurde Teil der Gemeinde Guttaring. Die Größe der Katastralgemeinde wurde 1849 mit 2828 Österreichischen Joch und 321 Klaftern (ca. 1627 ha, also etwa die heutige Fläche) angegeben; damals lebten 214 Personen in der Katastralgemeinde.
Die Katastralgemeinde Guttaringberg gehörte ab 1850 zum politischen Bezirk Sankt Veit an der Glan und zum Gerichtsbezirk Althofen. Von 1854 bis 1868 gehörte sie zum Gemischten Bezirk Althofen. Seit der Reform 1868 ist sie wieder Teil des politischen Bezirks Sankt Veit an der Glan, zunächst als Teil des Gerichtsbezirks Althofen, und seit dessen Auflösung 1978 als Teil des Gerichtsbezirks St. Veit an der Glan.